# جغرافيا لاتفيا

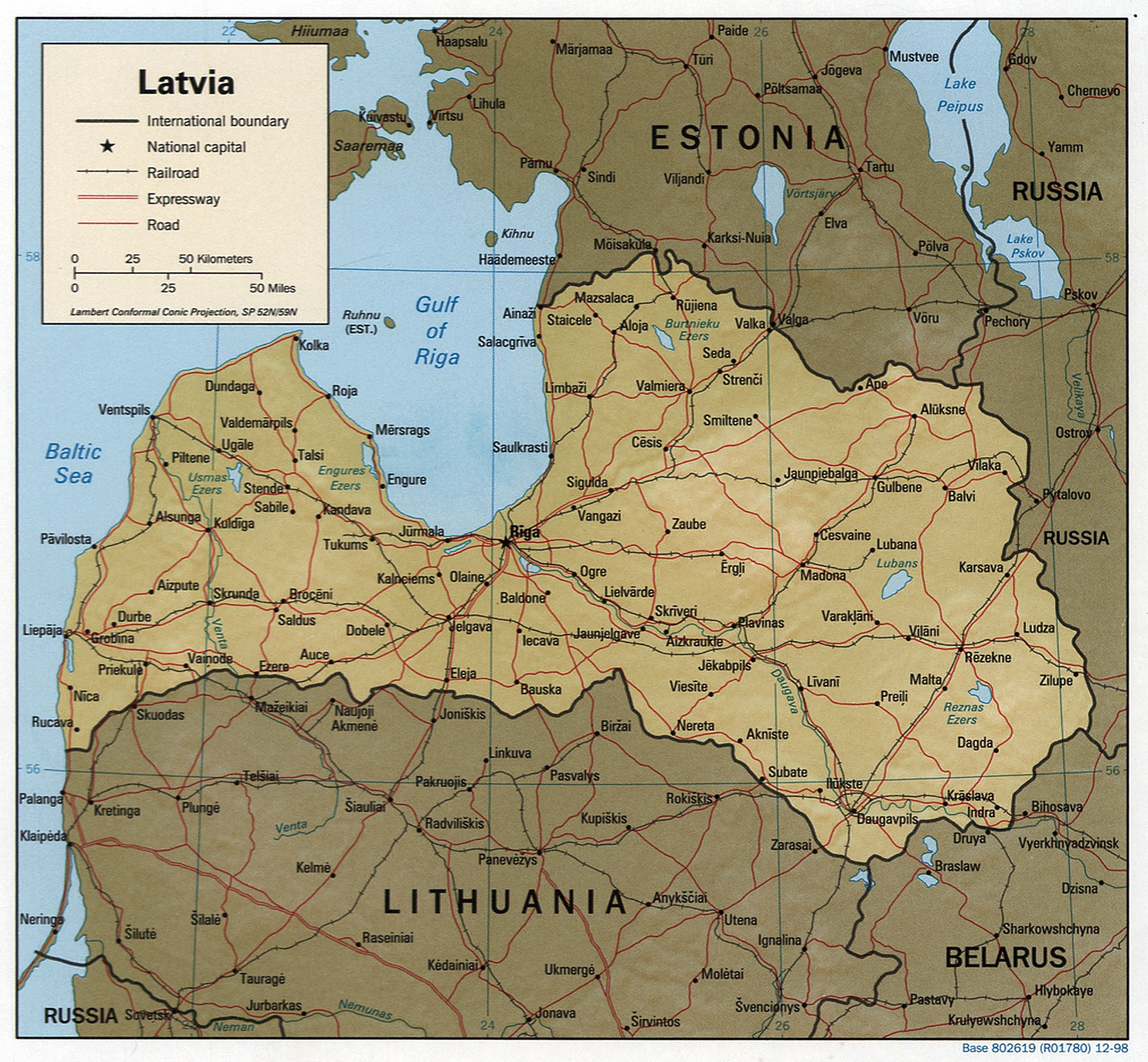
خريطة مفصلة لاتفيا

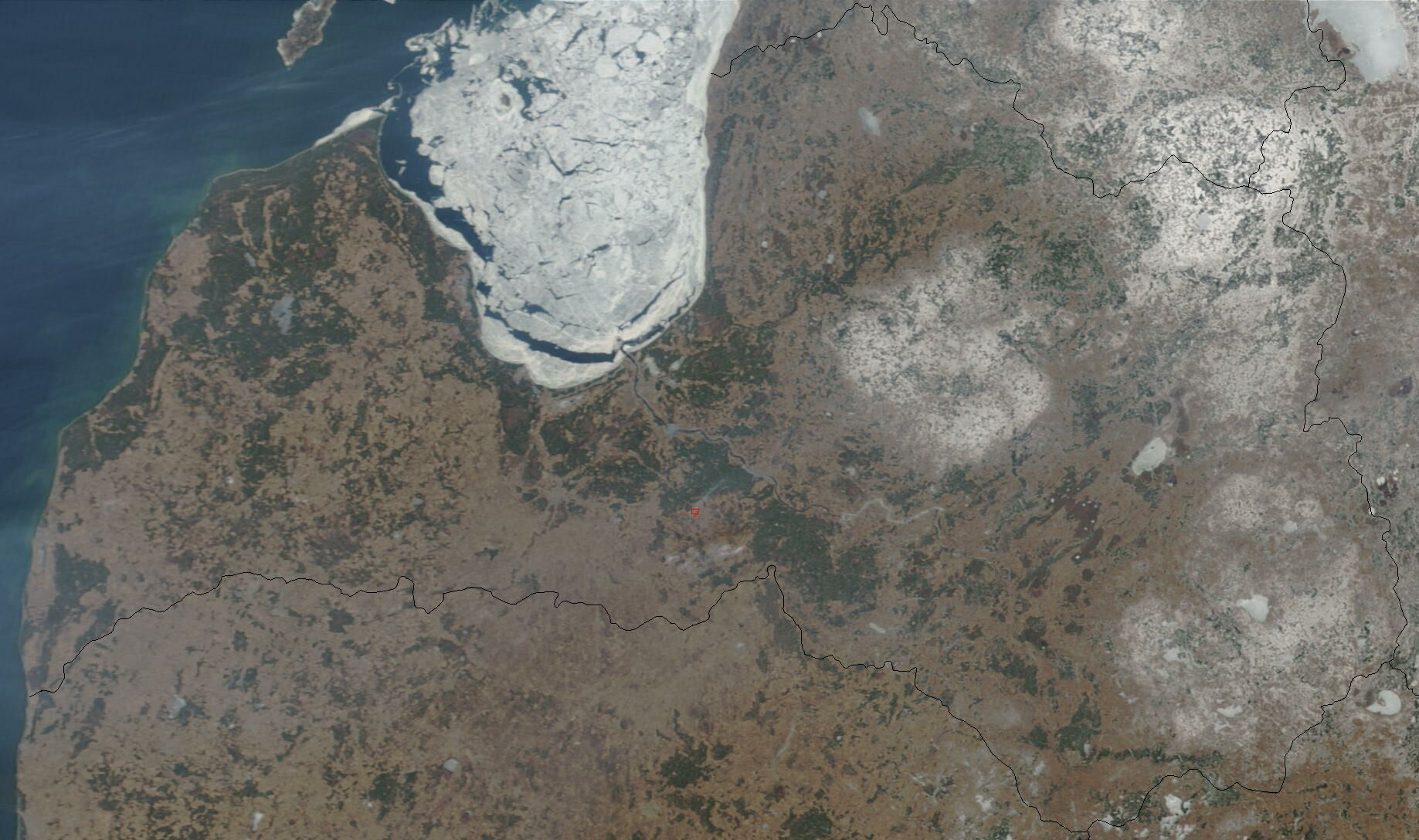
صورة فضائية لاتفيا مارس 2003

لاتفيا تقع على السواحل الشرقية للبحر البلطيق على مستوى الجزء الشمالي الغربي من منصة ارتفاع في أوروبا الشرقية، بين استونيا وليتوانيا. حوالي 98٪ من البلاد تقع تحت 200 ارتفاع (656 قدم) م. مع استثناء من السهول الساحلية، العصر الجليدي تقسيم لاتفيا إلى ثلاث مناطق رئيسية هي: الغربية والمرتفعات الشرقية morainic والمنخفضات الأوسط. تضم لاتفيا أكثر من 12,000 نهر، فقط 17 منها تتجاوز أكثر من 60 ميلا (97 كيلومترا)، بالإضافة إلى أكثر من 3,000 بحيرة صغيرة، معظمها تتمتع بالإثراء الغذائي. تشمل الأنهار الرئيسية Daugava، Lielupe و، Gauja، وفينتا وSalaca. تغطي الأراضي المشجرة حوالي 41٪ من البلاد، و تتكون أكثر من نصف هذه الغابات من أشجار الصنوبر. غير الجفت، والدولوميت، والحجر الجيري، والموارد الطبيعية الشحيحة. لاتفيا لديها 531 كم (330 ميل) من الساحل الرملي، وموانئ يابايا وفنتسبيلز تقدم مهم في المياه الدافئة للموانئ على ساحل بحر البلطيق.
لاتفيا هي أكبر قليلا من كرواتيا والبوسنة والهرسك، سلوفاكيا، أو استونيا. موقعها الاستراتيجي قد حرض الكثير من الحروب بين القوى المتنافسة على أراضيها. ومؤخرا، في عام 1944، منحت روسيا الاتحاد السوفياتي في المنطقة Abrene على الحدود ليفونيان، التي لاتفيا المتنازع عليها بعد تفكك الاتحاد السوفياتي.

## البيئة الفيزيائية
وينظر عادة لاتفيا كبلد صغير. من حيث عدد السكان البالغ نحو 2.3 مليون، فإنه يستحق هذه التسمية. جغرافيا، ومع ذلك، لاتفيا يشمل 64589 كيلومترا مربعا، وهو حجم يتجاوز ذلك من أفضل المعروفة الدول الأوروبية مثل بلجيكا وهولندا وسويسرا والدنمارك. يتضح من الهواء، لاتفيا هي امتداد للسهل أوروبا الشرقية. تضاريسها شقة يختلف قليلا من أن الدول المجاورة المحيطة بها. لاتفيا الحدود فقط هو متميز على ساحل بحر البلطيق، التي تمتد على 531 كلم. وتشمل استونيا جيرانها في الشمال (267 كيلومتر من الحدود المشتركة)، ليتوانيا على الجنوب (453 كيلومترا)، روسيا البيضاء في جنوب شرق البلاد (141 كيلومترا)، وروسيا حول الشرق (217 كيلومترا). قبل الحرب العالمية الثانية، لاتفيا يحدها شرق بولندا، ولكن نتيجة للتغيرات الحدود من قبل الاتحاد السوفياتي، وأرفق هذا الإقليم إلى روسيا البيضاء. أيضا، في عام 1944 ضمت روسيا في منطقة الحدود الشمالية الشرقية من لاتفيا، والمعروفة باسم Abrene، بما في ذلك بلدة Pytalovo.

## ميزات الجغرافية
تشكلت الجغرافيا الطبيعية من لاتفيا والمناطق المجاورة لها، إلى درجة كبيرة، خلال الفترة الرباعية والعصر الجليدي العصر الجليدي، عندما تم دفع التربة والحطام من قبل الكتل الجليدية في التلال والهضاب. سهول متموجة تغطي 75٪ من أراضي لاتفيا وتوفير مجالات رئيسية للزراعة، و 25٪ من أراضي تقع في المناطق المرتفعة من التلال متوسطة الحجم. حوالي 27٪ من الأراضي القابلة للزراعة الكلي، وذلك وسط Zemgale سهل إلى الجنوب من ريغا هي الأكثر خصوبة ومربحة. في ثلاثة مجالات رئيسية في المرتفعات، في محافظات كورزيم (غرب لاتفيا)، فيدزيم (وسط لاتفيا، فيدزيم المرتفعات والمرتفعات Aluksne)، وLatgale (شرق لاتفيا)، وتوفير نمط الخلابة من المجالات التي تتخللها العديد من الغابات والبحيرات والأنهار. في هذا المجال، وحدت من المورينات واسعة الجليدية، eskers، وdrumlins ربحية الزراعة من خلال تفتيت الحقول وعرض مشاكل تآكل خطير.
حوالي 10٪ من أراضي لاتفيا وتتألف من مستنقعات الخث، والمستنقعات، والمستنقعات، وبعضها تغطيها الغابات توقف النمو. الغابات هي السمات البارزة في لاتفيا، مدعيا 42٪ من الأراضي. الخشب والمنتجات الخشبية من بين صادرات البلاد الأكثر أهمية. الثلثين من غابات الصنوبر وتتكون من الاسكتلنديين أو شجرة التنوب النرويج. الغابات في لاتفيا تختلف عن تلك التي في أمريكا الشمالية في المقام الأول بسبب understory بهم نسبيا فرشاة خالية. الطابق الغابات، ومع ذلك، لا يزال بعيدا عن صحراء البيولوجية، كما هو الحال غالبا في مزارع الأشجار. في الواقع، واحدة من التسلية الأكثر انتشارا من السكان قطف التوت، التوت البري، والفطر، وخيرات أخرى من البيئة الطبيعية.
عدد قليل من الغابات هي ناضجة تماما بسبب overcutting السابقة، وأيضا بسبب العواصف العنيفة عدة خلال 1960s، والتي قطعت أو اقتلاع ملايين الأشجار. ونتيجة لذلك، فأن معظم من الخشب اليوم من رقيق وخفض تحسن، والتي تشكل 50٪ من زيادة النمو الإجمالي السنوي من 8 ملايين متر مكعب من الخشب.
لفترة طويلة، وكان الخشب مصدرا أساسيا للطاقة. وقد زاد استخدام الخشب كوقود بشكل كبير في 1990s، وحتى في المدن، وذلك بسبب ارتفاع اسعار الذهول على أشكال أخرى من الطاقة. الخشب المحلي هو أيضا موردا مهما لصناعة لب الورق والورق والخشب الرقائقي لالمتخصصة ومصنعي الأثاث. مصدر قلق كبير اليوم هو القطع غير المنظم للأخشاب للسوق الخارجية. الأسعار التي يدفعها تجار الخشب الأوروبية مرتفعة بشكل هائل وفقا للمعايير المحلية، وهناك ضغط كبير للاستفادة من هذه الفرصة لتراكم النقدية، وحتى من دون تصاريح قانونية. بحلول عام 1992 كان قد أصبح مشكلة خطيرة جدا التي اعطيت لاتفيا مسؤولو الغابات الحق في حمل الأسلحة النارية.
ليس كل الغابات المنتجة. وأصبحت العديد من المجالات، خصوصا المهجورة والمزارع الخاصة سابقا، متضخمة مع منخفضة القيمة alders والأشجار فرك أخرى. مع عودة المزارع الخاصة، ومرة أخرى هذه المناطق استصلاحها للزراعة. في هذه العملية، ومع ذلك، هناك خطر من أن هذه المناطق، والتي تعتبر مثالية للحياة البرية، ستصبح مهددة. كان الإهمال منذ عقود طويلة من مناطق واسعة من الأراضي الزراعية الهامشية نعمة لتهيئة الظروف المواتية بيئية فريدة من أجل بقاء الأنواع الحيوانية نادرا ما وجدت في أجزاء أخرى من أوروبا. وفقا لدراسة الصندوق العالمي للحياة البرية في عام 1992، لاتفيا لديها من السكان غير عادي من اللقلق الأسود، النسور الصغرى مرقط، ثعالب الماء، القندس، الوشق، والذئاب. وهناك أيضا تجمعات كبيرة من الغزلان (86000؛ دير الأحمر واليحمور)، الخنزير البري (32000)، الأيل (25000)، والثعلب الأحمر (13000). لاتفيا كثير اليوم يخططون لاستغلال هذه الموارد عن طريق تقديم الطعام للصيادين الأجانب.
سمحت الجغرافيا الطبيعية المتنوعة والمتغيرة بسرعة من المورينات الجليدية والأراضي المنخفضة أيضا نباتات المناطق المعتدلة، مثل السنديان، لتنمو داخل بضع مئات من الأمتار من النباتات الشمالية، مثل القطن وcloudberries المستنقع. هذا التنوع والتغير السريع في النظم البيئية الطبيعية هي من بين المزايا الفريدة للجمهورية.
ترك النظام السوفياتي وراء أخرى غير متوقعة لعلماء الطبيعة. وكان ساحل البحر اللاتفية الغربي منطقة الحدود تحت حراسة مشددة. دمرت كل المنازل تقريبا بالقرب من البحر أو أجلت. ونتيجة لذلك، وأنعم بعد حوالى 300 كم من شاطئ البحر غير المطورة فقط من غابات الصنوبر والتنوب والكثبان الرملية فريدة من نوعها من الناحية البيئية. إغراء من أجل الربح السريع، ومع ذلك، قد يعزز انتهاكا للقوانين التي تحظر بوضوح أي بناء ضمن مسافة كيلومتر واحد من البحر. وهذا يمكن أن يؤدي إلى واحد من الشواطئ مشاركة البرية المتبقية في أوروبا أن تصبح معدومة.

## المناخ
في الصيف، وساعات النهار طويلة وقصيرة في فصل الشتاء. في ديسمبر كانون الأول انها ارض الملعب لا تزال مظلمة في الساعة 9:00 صباحا، وضوء النهار يختفي قبل 04:00 ومما خفف من المناخ عن طريق تدفق تيار الخليج عبر المحيط الأطلسي من المكسيك. متوسط درجات الحرارة في فصل الشتاء تكون معتدلة بشكل معقول، وتتراوح في يناير كانون الثاني من -2.8 درجة مئوية (27.0 درجة فهرنهايت) في ليابايا، على الساحل الغربي، إلى -6.6 درجة مئوية (20.1 درجة فهرنهايت) في بلدة بجنوب شرق Daugavpils. وتتراوح درجات الحرارة في يوليو من 16.7 درجة مئوية (62.1 درجة فهرنهايت) في ليابايا ليصل إلى 17.6 درجة مئوية (63.7 درجة فهرنهايت) في Daugavpils. قرب لاتفيا إلى البحر يرتفع إلى مستويات عالية من الرطوبة وهطول الأمطار، مع هطول سنوي متوسط قدره 633 ملليمترا (24.9 في) في ريغا. هناك، في المتوسط 180 يوما في السنة على هطول الأمطار، وأربعة وأربعين يوما على الضباب، وفقط 72 يوما ومشمس. مستمرة الغطاء الثلجي يستمر 82 يوما، والفترة الخالية من الصقيع تستمر 177 يوما.
وقد ساعدت هذه الأمطار توفير المياه للأنهار وفيرة لاتفيا كثيرة، والبحيرات، لكنه قد خلق الكثير من المشاكل أيضا. جزء كبير من الأراضي الزراعية يتطلب الصرف. وقد أنفق الكثير من المال لمشروعات تحسين الأراضي التي تنطوي على تركيب أنابيب الصرف الصحي، و. استقامة وتعميق مجاري الطبيعية، وحفر خنادق الصرف الصحي، وبناء السدود بولدر خلال 1960s و 1970s، والعمل الصرف استوعبت حوالي ثلث جميع الاستثمارات الزراعية في لاتفيا. على الرغم من أن يمثل فقط ثلث من 1٪ من الأراضي، وكانت لاتفيا مسؤولة عن 11٪ من جميع الأراضي التي استنزفت بشكل مصطنع في الاتحاد السوفياتي السابق.
وثمة مشكلة أخرى ترتبط مع هطول الأمطار هو صعوبة بذر والحصاد الآلي في وقت مبكر بسبب الحقول المغمورة بالمياه. الأمطار الغزيرة يحدث، وخصوصا خلال موسم الحصاد في شهري أغسطس وسبتمبر، والتي تتطلب نفقات الاستثمار المكثف في الحبوب تجفيف هياكل وأنظمة التهوية. في عام 1992 شهدت لاتفيا الأكثر جفافا الصيف في التاريخ المسجل الطقس، ولكن الأمطار الغزيرة بشكل غير معتاد في الربيع السابق حافظ الضرر الذي لحق بالمحاصيل تحت مدى من المتوقع. وكان مناخ رطب عاملا رئيسيا توجيه الزراعة نحو اللاتفية تربية الحيوانات ومنتجات الألبان. وتزرع معظم حتى من المحاصيل الحقلية، مثل الشعير والشوفان، والبطاطس، لتغذية الحيوانات.